# Tycomarptes bipuncta
Tycomarptes bipuncta là một loài bướm đêm trong họ Noctuidae.